# Mekar Jaya (Kampar Kiri Tengah)
Mekar Jaya is een bestuurslaag in het regentschap Kampar van de provincie Riau, Indonesië. Mekar Jaya telt 1671 inwoners (volkstelling 2010).